# 남재준
남재준(南在俊, 1944년 10월 20일 ~ )은 대한민국의 제36대 육군참모총장을 지낸 군인 겸 정치인으로 박근혜 정부에서 국가정보원장을 역임하였다.

## 이력
육군사관학교 25기로 임관하여 36대 육군참모총장을 재직한 대한민국 국군의 장성이다. 예편 당시 계급은 대장이었다. 현역 재직 중 김오랑의 묘소에서 통곡한 일과 육군대학 강의 도중 전두환을 비난한 일로 화제가 되었다.
육군대학 교관, 제7보병사단 3연대 연대장, 1군사령부 작전처 작전과장, 1군사 작전차장을 거쳐 육군 준장으로 진급, 그해에 1군사령부 작전처장이 되었다. 이후 육군보병학교 교수부장, 수방사 참모장, 제6보병사단장, 육군본부 인사참모부 부장, 수도방위사령부 사령관 등을 역임하고 2000년 합동참모본부 작전본부장, 2002년 한미연합사령부 부사령관, 2003년 육군참모총장, 2013년에는 국가정보원장에 이르렀다.
퇴역 이후에는 충남대학교와 서경대학교의 군사학과 교수로 활동하였고, 2007년부터는 한나라당(현재의 국민의힘) 박근혜의 국방안보담당 특보로 재직했다. 2013년 4월에는 국정원장이 되었다. 현역 재직 당시 직능이 작전으로 군생활의 대부분을 작전 분야에서 몸담았다.

## 생애

### 생애 초반
1944년 10월 20일 서울에서 태어나 1964년 배재고등학교를 졸업하였다. 그해에 육군사관학교를 지원, 1965년 육군사관학교로 진학하였다. 1969년 2월 육군사관학교 25기로 학사 학위 취득하고 육군 소위로 임관하여 참모총장에 이르렀다. 동기로서는 합동참모의장을 역임한 김종환 대장이 있다.

### 지휘관 생활
그는 1988년 제7보병사단 연대장, 1990년 1군사령부 작전처 작전과장, 1991년 제1군사령부 작전차장을 거쳐 육군 준장으로 진급, 그해에 1군사령부 작전처장이 되었다. 이후 육군보병학교 교수부장, 1993년 수도방위사령부 참모장, 1995년 제6보병사단 사단장, 1997년 육군본부 인사참모부 부장, 1998년 4월 중장으로 진급하였다. 그해 수도방위사령부 사령관 등을 역임하고 2000년 합동참모본부 작전본부장 등을 역임하였다. 군 복무 중에 경남대학교 경영대학원에 진학하여 1980년 대학원을 마치고 경영학 석사학위를 받았다.
4월 한미연합사령부 부사령관 등을 거쳐 2003년 4월 육군참모총장이 되었다.

### 참모총장 재직
참모총장 재임 중 교육투자를 확대하고 장교단의 위국헌신(爲國獻身) 정신을 제정하였으며, 제대군인 취업 보장 노력을 기울였다. 또한 그는 육군 참모총장 재직 중 육군 병영 시설 현대화 등 현역 군인의 복무 여건 개선 노력과 전사자 유해 발굴 사업을 확대하였다. 또한 태평양·아시아지역 육군참모총장회의 회의(PACC-3)와 Defence Asia-2004 개최 등 활발한 군사외교 활동에도 참여하였다. 2005년 4월, 육군 참모총장의 군인 사법상 임기인 2년을 마치고 이임 후 전역하였다.
2004년 가을 진급심사기간 중 당시 청와대로 정체불명의 투서가 배달되었는데, 투서의 내용은 "남재준 총장이 자신의 인맥만 장성으로 진급시킨다"는 내용이었다.  2004년 11월 22일 불거진 '장성 진급 심사 비리' 사건이다. 군 검찰단 등이 진위여부를 파악하고 나섰다.  군인사에 대한 잡음의 책임을 지고 2004년 11월 청와대에 전역지원서를 제출했다. 하지만 노무현 대통령은 군인 사법상 2년인 육군참모총장의 임기를 지키기 위해 전역 지원서를 반려하고 2년의 육군참모총장 임기를 보장했다.
비 하나회 출신으로, 영관급 장교의 대부분을 보낸 제5공화국 시절 막대한 인사 불이익을 받아왔다. 소령에서 중령으로 진급할 때는 육군사관학교 + 보병병과 임에도 불구하고 한 번에 하지 못하고 무려 4차를 넘긴 끝에 했으며, 대령 진급도 3차에서 할 수 있었다. 보통 3,4차 진급은 다음 계급으로 진급할 생각은 하지 말라는 의미나 다름없다. 新東亞 2013년 8월호 기사 ‘공공의 적’인가 ‘천리안 전략가’인가
하나회 이후 공식적으로 사라진 줄 알았던 군내 사조직의 회원으로 추정되고 있다. 해당 조직은 나눔회로 알려졌다.

### 정계 입문과 국정원장
전역 이후 충남대학교, 원광대학교의 교수로 출강하였다. 2007년 한나라당 대선 후보 경선과 2012년 대선 때 박근혜 캠프의 국방안보 특보를 역임하였다. 2010년 2월부터는 서경대학교 군사학과 석좌교수로도 출강하였다.
2013년 3월 박근혜 정부의 초대 국가정보원장에 취임하였으며, 2007년 남북정상회담 대화록을 공개해 정치권에서 큰 파장을 일으켰다. 2017년 3월 24일에는 대한민국 제19대 대통령 선거에서 무소속 출마를 선언했고 2017년 4월 14일에는 통일한국당 대통령 선거 후보로 추대되었다. 그렇지만 2017년 4월 29일에 자유한국당의 홍준표 후보를 지지한다는 의사를 밝히면서 사퇴했다.

## 범죄 사실

### 국가정보원 댓글 공작사건 수사·재판 방해
서울중앙지법 형사30부(부장판사 황병헌)는 2018년 5월 23일 박근혜 정부 당시 국가정보원 댓글 공작사건 수사와 재판을 방해한 혐의로 기소된 남재준에게 징역 3년6개월에 자격정지 2년을 선고했다. 재판부는 “남 전 원장은 국정원의 최정점에 있으면서 댓글 사건을 공정하게 지휘해야 할 책임이 있었다”며 “하지만 간부들에게 수사 방해를 위한 태스크포스(TF) 구성을 지시하는 등 조직적 범행을 벌여 가장 무거운 책임이 있다”고 판시했다.

### 특수활동비 유용 및 강요
2013년 국가정보원 댓글 공작사건을 규탄하는 촛불집회가 매주 열리자 경우회가 촛불 집회 참가자들을 종북 세력이라 비난하며 맞불집회를 열었다. 이에 대한 보답으로 당시 남재준 국정원장이 국정원에 경우회를 지원하도록 지시한 정황이 검찰 수사에서 확인됐다. 검찰 등에 따르면 남재준 전 국정원장은 2013년 10월 "경우회가 활동을 많이 하고 있는데, 빈사 상태에 있으니 지원 방법을 찾으라"고 이헌수 전 기획조정실장에게 지시한 것으로 드러났다. 남재준 전 원장의 지시 직후 이헌수 전 기획조정실장이 강남의 한 호텔에서 김용환 현대자동차그룹 부회장을 만나 경우회 지원을 요청했고, 세 달 뒤 현대자동차그룹은 현대제철 유럽공장에서 나오는 고철을 처리하는 과정에 경우회 자회사인 '경안흥업' 들어갈 수 있도록 수의계약을 맺는다. 직원이 두세 명에 불과한 '경안흥업'이 현대자동차그룹에서 받은 돈은 2년간 25억 원에 달한 것으로 드러났다. 서울중앙지검은 경우회가 벌어들인 돈으로 보수단체에 불법 정치 자금으로 지원하는 정황을 포착하고 수사중이다.
서울중앙지법 형사합의32부(성창호 부장판사)는 2018년 6월 15일 특정범죄가중처벌법상 국고손실과 뇌물공여 등 혐의로 기소된 전 국정원장 남재준에게 징역 3년을 선고했다. 남재준은 재임 시절 국정원 특수활동비 가운데 당시 대통령이었던 박근혜 측에 6억원을 지원한 혐의 등으로 기소됐다. 재판부는 "국정원장의 특활비는 국내·외 보안정보 수집 등에 쓰도록 그 용도나 목적이 정해져 있다"며 "그런 돈을 대통령에게 매달 지급한 것은 사업 목적 범위를 벗어나 위법하다"고 판단했다. 또한 이 사건으로 "무엇보다 엄정해야 할 예산 집행체계가 흔들렸고, 해당 예산이 안전 보장에 사용되지도 못해 국가와 국민의 안전에 위험을 초래하기도 했다"고 지적했다. 그러나 '뇌물' 여부에는 "대통령 요구나 지시로 특활비를 지급하게 된 것이지, 대통령의 직무 관련 대가로 지급한 것으로 보긴 어렵다"고 판단했다. 그러면서 "이번 사건은 대통령이 피고인들과 공모해 국고를 손실하고 횡령한 것으로 봐야 한다"고 덧붙였다. 남재준 전 원장이 현대자동차그룹을 압박해 보수단체 경우회를 지원하게 한 강요 혐의에 대해도 유죄를 선고했다

## 학력
- 1969년: 육군사관학교 25기 문학사
- 1971년: 육군보병학교 졸업
- 1976년: 육군포병학교 졸업
- 1980년: 경남대학교 대학원 경영학 석사

### 명예 박사 학위
- 배재대학교 명예 경영학 박사

## 주요 경력
- 1972 ~ 1973: 베트남 전쟁 참전
- 1988 ~ 1990: 제7보병사단 연대장(육군 대령)
- 1990 ~ 1991: 제1야전군사령부 작전부장(육군 대령)
- 1991 ~ 1993: 제1야전군사령부 작전처장(육군 준장)
- 1993 ~ 1995: 수도방위사령부 참모장(육군 준장)
- 1995 ~ 1997: 육군 제6보병사단장(육군 소장)
- 1997 ~ 1998: 육군본부 인사참모부장(육군 소장)
- 1998 ~ 2000: 제21대 수도방위사령관(육군 중장)
- 2000 ~ 2002.04: 합동참모본부 작전본부장(육군 중장)
- 2002.04 ~ 2003.04: 제15대 한미연합사 부사령관(육군 대장)
- 2003.04 ~ 2005.04 : 제36대 육군참모총장(육군 대장)
- 2010.02: 서경대학교 군사학과 석좌교수
- 2013.03 ~ 2014.05: 제31대 국가정보원장

## 진급
- 1969년 육군 소위 임관
- 1991년 육군 준장 진급
- 1995년 육군 소장 진급
- 1998년 육군 중장 진급
- 2002년 육군 대장 진급
- 2005년 육군 대장으로 전역

## 상훈 경력
- 1984년: 보국훈장 삼일장
- 1990년: 대통령 표창
- 1995년: 보국훈장 천수장
- 1998년: 보국훈장 국선장
- 2002년: 자랑스러운 배재인상

## 논란

### 정중부의 난 발언과 정부 비판 논란
2004년 8월 31일 군 현직 시절 남재준은 계룡대 육군본부에서 군 장성과 영관급 참모 20여명이 모인 가운데 회의를 열어 노무현 정부의 군 개혁 정책에 대한 입장을 피력했다. 남재준은 이 자리에서 “이런 식으로 하면 군인들은 다 굶어 죽으란 이야기냐. 고려 시대에 ‘정중부의 난’(무신정변)이 왜 일어났는지 아는가. 무인들을 무시하고 문인을 우대한 결과 아닌가”라고 발언한 것으로 당시 전해졌다. 정부가 군 검찰의 국방부 산하 이전 등 군 문민화 사업을 추진하던 때여서 남 후보자 발언은 군 개혁에 정면 반발한 것으로 해석되는 등 큰 파장이 일었다. 일각에선 ‘사실상 군사 쿠데타를 암시한 것 아니냐’는 해석까지 내놨다.
이에 남 후보자는 “그런 발언을 한 적이 없다”며 진화에 나섰고, 군 당국이 진상조사에 나섰지만 진실규명 없이 흐지부지 종결됐다. 남 후보자는 이후 육군 장성 진급비리 의혹 수사에 반발해 사의를 밝혔으나 노무현 전 대통령이 전역지원서를 반려하면서 재신임을 받은 뒤 2005년 전역했다.

### 청와대 허위보고 논란
2013년 3월 3일 당시 군 검찰 내사에 참여했던 한 관계자가 “당시 회의에 참석했던 군 장성 등을 상대로 내사를 벌인 결과 남 전 총장 발언이 사실임을 확인했다”고 주장했다. 
이에 대해 당시 남 후보자는 국방부를 통해 “청문회 전에 이런저런 얘기를 하는 건 바람직하지 않다. 취임 후 답변하겠다”며 “당시 대통령비서실 민정수석실 등에서 대대적으로 조사했으나 사실이 아닌 것으로 종결된 사항”이라고 부인했다.

### 부인 부동산 투기 의혹
2004년 11월 남 후보자의 부인이 강원도 홍천군 서면 모곡리에 위치한 밭 510m2를 매입했다. 이는 남 후보자가 육군참모총장을 맡고 있던 2004~2005년 재산신고한 내역에 따르면 이 밭은 경춘고속도로에서 차로 불과 20분 정도 걸리는 위치에 있어 2004년 8월 고속도로 착공 이후 땅값이 급등했다. 이 지역의 땅값은 2004년 당시엔 3.3m2당 1만~3만원에 불과했지만, 불과 1년만에 땅값이 7~8배로 급등했다. 이에 따라 남 후보자는 전역 직전인 2005년 재산신고 때, 이 밭의 가치를 3.3m2당 20만원 수준인 3080만원으로 신고했다.
이에 남 후보자 쪽은 “3년 전부터 주말농장으로 사용하고 있으며 부동산 투기가 아니다”라며  "3년 전부터 주말 농장으로 쓰고 있다. 투기가 아니다"라며 "땅질이 좋지 않아서 복토도 하고 (남 내정자 부부가) 고생을 많이 하셨다. (주말농장으로 쓴지) 햇수로 3년됐다"고 말했다.

## 역대 선거 결과
| 실시년도 | 선거 | 대수 | 직책   | 선거구   | 정당       | 득표수 | 득표율      | 순위 | 당락 | 비고 |
| -------- | ---- | ---- | ------ | -------- | ---------- | ------ | ----------- | ---- | ---- | ---- |
| 2017년   | 대선 | 19대 | 대통령 | 대한민국 | 통일한국당 | -      | \| \| 0% \| | -    | -    | 사퇴 |
|          | 0%   |      |        |          |            |        |             |      |      |      |

## 같이 보기
- 김관진
- 김장수